# Pivska planina
La Pivska planina (en serbe cyrillique : Пивска планина ; en français : la « montagne de la Piva ») est une montagne du Monténégro. Elle est située dans le Nord-Ouest du pays, entre les canyons de la Piva, de la Tara, de la Susica et le massif du Durmitor. 
La Pivska planina est rattachée aux Alpes dinariques.